# Élection pontificale de 1154
L'élection pontificale de 1154 se déroule le 4 décembre 1154, juste après la mort du pape Anastase IV et aboutit à  l'élection du cardinal Nicholas Breakspear (ou Breakspeare) qui devient le pape Adrien IV.

## Sources
- (en) Cet article est partiellement ou en totalité issu de l’article de Wikipédia en anglais intitulé « Papal election, 1154 » (voir la liste des auteurs).
- (en) Sede Vacante de 1154 - Université de Nothridge - État de Californie - John Paul Adams - 4 novembre 2014